# Pietro Santi Bambocci

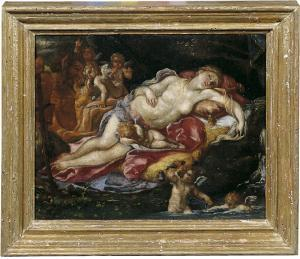
Venere Dormiente con amorini e un satiro

Pietro Santi Bambocci  est un peintre italien qui est actif essentiellement en Toscane aux XVIIe et XVIIIe siècles.

## Œuvres
- Autoportrait (1743), huile sur toile, 72 × 52 cm, Galerie des Offices, Florence[1].
- San Matteo e l'angelo (1708), huile sur toile, 183 × 156 cm, Musée du Cenacolo di San Salvi, Florence.
- Venere Dormiente con Amorini e un Satiro, huile sur toile, 26 × 32,5 cm[2].
- Rinvenimento della sacra immagine et Processione à Firenze, huile sur toile,  Sanctuaire Santa Maria dell'Impruneta[3].
- Santa Rosa di Lima che porta la croce, fresque, Chiostro grande, Basilique Santa Maria Novella, Florence[4].